# Rainer Hasters

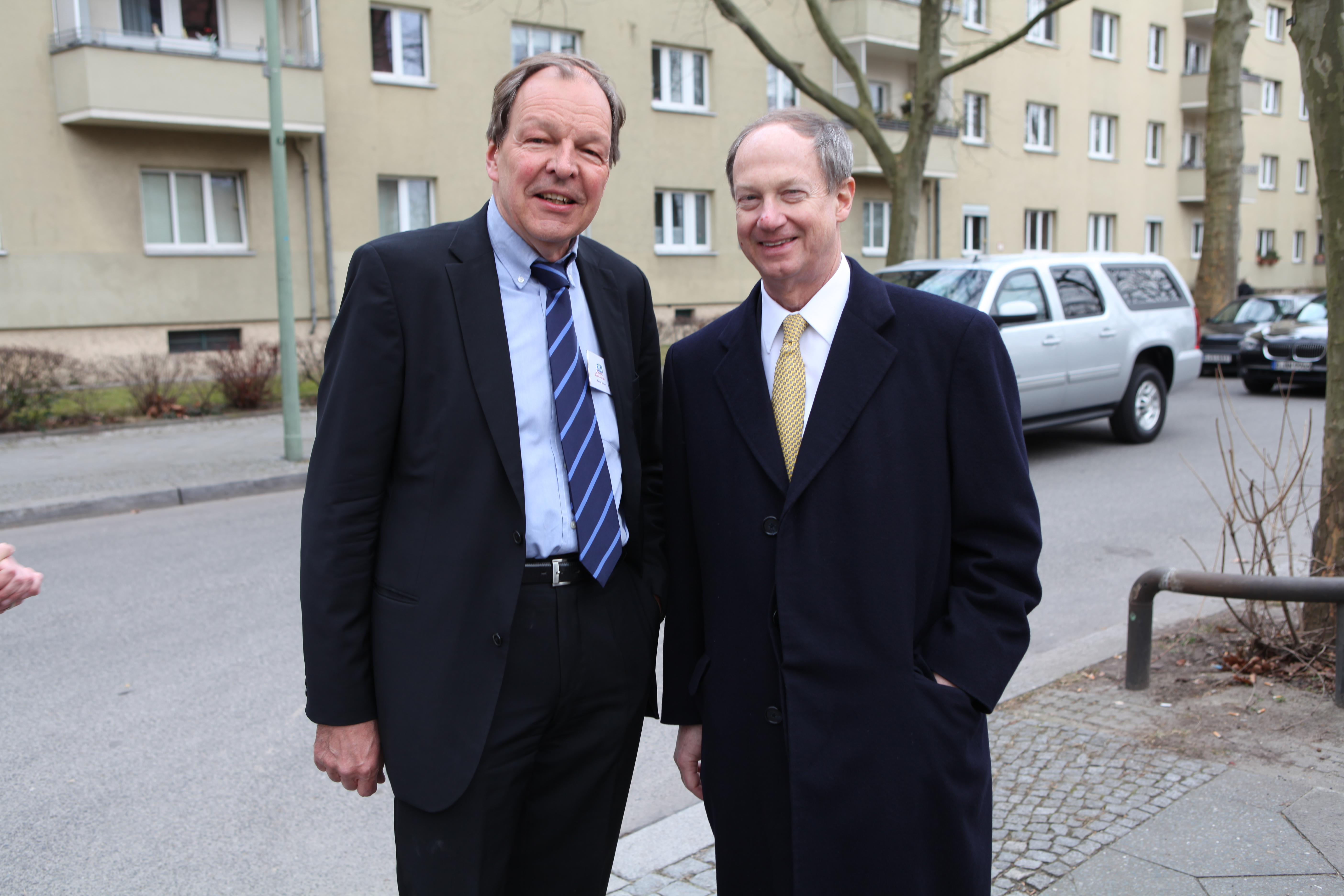
Rainer Hasters und US-Botschafter John B. Emerson (2016)

Rainer Hasters (* April 1947 in Marburg an der Lahn) ist ein deutscher Wirtschaftsjournalist.

## Leben
Nach dem Abitur am humanistischen Gymnasium Philippinum in Marburg an der Lahn 1967 studierte Rainer Hasters zunächst Wirtschaft und Publizistik an der Freien Universität Berlin. Nach Volontariat beim Sender Freies Berlin (SFB) arbeitete der Diplom-Kaufmann ab 1977 als festangestellter Redakteur im Ressort Wirtschaft für das Radioprogramm des SFB. Bekannt wurde Hasters vor allem durch seine Beiträge für die täglich ins Mittagsmagazin eingestreute Sendung Wirtschaft populär, in der er in knapp drei Minuten wichtige Wirtschaftsbegriffe erklärte sowie Hintergrundinformationen zu aktuellen Wirtschaftsentwicklungen gab. Ein weiterer Schwerpunkt bestand in Hasters’ täglicher Verbrauchertipp-Sendung im Rahmen des Morgenmagazins.
Von 1980 bis 1985 war Rainer Hasters für die Konrad-Adenauer-Stiftung als Medienrepräsentant für Südostasien tätig und leitete die Kommunikationszentren für Entwicklungshilfe auf den Philippinen in Manila sowie in der indonesischen Hauptstadt Jakarta. Im Mittelpunkt standen Verbraucherinformation und Lebenshilfe für die Bevölkerung. Im Rahmen der sogenannten Development Communication versuchten die DevCom-Zentren Communication Foundation for Asia (CFA-Manila) und Sanggar Prathivi Jakarta durch den Einsatz aller Medienformen, der Bevölkerung wichtige Informationen und Ratschläge zur Verbesserung ihrer wirtschaftlichen Lage zukommen zu lassen. Zugleich wurde wenige Jahre vor dem Sturz des philippinischen Diktators Ferdinand Marcos eine enge Zusammenarbeit mit der Oppositionspartei PDP-Laban etabliert, die die philippinische Präsidentin Corazon Aquino unterstützte.
Mitte der 80er Jahre zog Rainer Hasters zurück nach Deutschland und arbeitete wiederum als festangestellter Wirtschaftsredakteur, dieses Mal für die Programmgruppe Wirtschaft und Verkehr des WDR in Köln. Hasters’ Formate waren hier die tägliche und populäre Verbrauchersendung Quintessenz im Nachmittagsprogramm von WDR 2 sowie seine Programmbeiträge für das Nachrichtenmorgenmagazin A Jour mit neuesten Meldungen und Hintergrundberichten aus Politik und Wirtschaft.
Anschließend, ab 1988, lebte Rainer Hasters mit seiner Familie in Kingston auf Jamaika. Dort repräsentierte er die Konrad-Adenauer-Stiftung in der englischsprachigen Karibik und arbeitete im Bereich ihrer Entwicklungshilfeprogramme. Hintergrund des Engagements der deutschen, politischen Stiftungen in der Karibik waren zahlreiche Umsturzversuche kommunistischer Parteien zum Beispiel auf den Inseln Grenada und Dominica. Projekte wie das Jamaican Institute for Political Education (JIPE), das Eastern Caribbean Institute for Democracy (ECID) und die Caribbean Youth Conference (CYC) bildeten ein wichtiges Fundament für den verstärkten Aufbau demokratischer Strukturen in der englischsprachigen Karibik. 
Als 1992 auf Grundlage des deutsch-amerikanischen Regierungsabkommens die RIAS Berlin Kommission gegründet wurde, wurde Rainer Hasters zum Verwaltungsdirektor berufen. Seither haben weit mehr als eintausend deutsche und amerikanische Journalisten an den Informationsprogrammen der RIAS Berlin Kommission teilgenommen.
Seit seinem Ausscheiden Ende 2016 arbeitet Rainer Hasters als selbstständiger Journalist und Kommunikationsberater.

## Auszeichnungen
Für seine Verdienste um die transatlantische Verständigung und Freundschaft im Rundfunkwesen erhielt Rainer Hasters von der US-amerikanischen Radio and Television News Directors Foundation als erster außeramerikanischer Preisträger den Col. Barney Oldfield Distinguished Service Award 2006.